# American Fork
American Fork és una població dels Estats Units a l'estat de Utah. Segons el cens del 2000 tenia 21.941 habitants.

## Demografia
Segons el cens del 2000, American Fork tenia 21.941 habitants, 5.934 habitatges, i 5.109 famílies. La densitat de població era de 1.123,5 habitants per km².
Dels 5.934 habitatges en un 54,3% hi vivien nens de menys de 18 anys, en un 75,2% hi vivien parelles casades, en un 8,4% dones solteres, i en un 13,9% no eren unitats familiars. En l'11,7% dels habitatges hi vivien persones soles el 5,9% de les quals corresponia a persones de 65 anys o més que vivien soles. El nombre mitjà de persones vivint en cada habitatge era de 3,64 i el nombre mitjà de persones que vivien en cada família era de 3,98.
Per edats la població es repartia de la següent manera: un 38,3% tenia menys de 18 anys, un 11,9% entre 18 i 24, un 27,6% entre 25 i 44, un 14,4% de 45 a 60 i un 7,8% 65 anys o més.
L'edat mediana era de 25 anys. Per cada 100 dones de 18 o més anys hi havia 96 homes.
La renda mediana per habitatge era de 51.955 $ i la renda mediana per família de 55.118 $. Els homes tenien una renda mediana de 41.682 $ mentre que les dones 24.073 $. La renda per capita de la població era de 16.293 $. Entorn del 3,2% de les famílies i el 4% de la població estaven per davall del llindar de pobresa.

## Poblacions més properes
El següent diagrama mostra les poblacions més properes.